# Marie Branser
Marie Branser (Leipzig, 15 de agosto de 1992) es una deportista alemana que compite para Guinea, y anteriormente para la República Democrática del Congo, en judo.
Ganó una medalla de oro en los Juegos Panafricanos de 2023 y cinco medallas de oro en el Campeonato Africano de Judo entre los años 2020 y 2025.

## Palmarés internacional
| Representando a la R. D. del Congo |                           |                |           |
| Campeonato Africano                |                           |                |           |
| Año                                | Lugar                     | Medalla        | Categoría |
| 2020                               | Antananarivo (Madagascar) | Medalla de oro | –78 kg    |
| 2021                               | Dakar (Senegal)           | Medalla de oro | –78 kg    |
| Representando a Guinea             |                           |                |           |
| Juegos Panafricanos                |                           |                |           |
| Año                                | Lugar                     | Medalla        | Categoría |
| 2023                               | Acra (Ghana)              | Medalla de oro | –78 kg    |
| Campeonato Africano                |                           |                |           |
| Año                                | Lugar                     | Medalla        | Categoría |
| 2023                               | Casablanca (Marruecos)    | Medalla de oro | –78 kg    |
| 2024                               | El Cairo (Egipto)         | Medalla de oro | –78 kg    |
| 2025                               | Abiyán (Costa de Marfil)  | Medalla de oro | –78 kg    |